# Crinoniscus dahli
Crinoniscus dahli är en kräftdjursart som beskrevs av Nielsen 1967. Crinoniscus dahli ingår i släktet Crinoniscus, och familjen Cabiropidae. Arten är reproducerande i Sverige.